# Gare d’Hirson
Gare d'Hirson – stacja kolejowa w Hirson, w departamencie Aisne, w regionie Hauts-de-France, we Francji.
Została otwarta w 1869 roku przez Compagnie des chemins de fer du Nord. Jest stacją Société nationale des chemins de fer français (SNCF) obsługiwaną przez pociągi TER Picardie i TER Nord-Pas-de-Calais.